# Turandot (Busoni)
Turandot Op. 273 è un'opera del 1917 con dialoghi parlati in due atti di Ferruccio Busoni. Busoni preparò il suo libretto, in tedesco, basato sulla commedia del conte Carlo Gozzi. La musica dell'opera di Busoni è basata su musiche di scena e sulla Suite Turandot (Op. 248) collegata, che Busoni aveva scritto nel 1905 per una produzione dell'opera di Gozzi. L'opera viene spesso eseguita come parte di un doppio cartellone con la precedente opera in un atto Arlecchino di Busoni.

## Composizione della musica diTurandot

### Origine e versioni precedenti
La commedia Turandot di Carlo Gozzi apparve per la prima volta nel 1762. Originariamente era stata scritta per essere rappresentata nel piccolo teatro di San Samuele a Venezia ed era stata scritta deliberatamente nello stile della Commedia dell'arte come reazione alle più moderne e realistiche opere di Goldoni ed altri.
Schiller realizzò una traduzione adattata di Turandot che fu pubblicata nel 1802. Weber scrisse le sue Musiche di scena per Turandot, Op. 37, per una produzione di questa commedia. Furono composte nel 1809 e comprendeva la precedente Overtura cinese ("Overture cinese"), che aveva composto su un tema cinese nel 1805. Busoni pensava che di tra loro Schiller e Weber avessero rovinato un capolavoro della letteratura italiana.

### Musiche di scena e suite orchestrale
La Turandot di Gozzi, in una forma o nell'altra, occupò Busoni più volte negli anni 1904-1917. Amava molto i racconti fantastici e magici: il suo lavoro immediatamente precedente era stato il Concerto per pianoforte, op. 39 BV247, che includeva musica da un adattamento incompiuto di Aladdin di Adam Oehlenschläger. Nel 1904 Busoni iniziò a ideare musiche di scena per la favola cinese di Gozzi. Organizzò anche una suite da concerto, che fu eseguita per la prima volta nel 1905 e pubblicata nel 1906. Una produzione dell'opera di Gozzi con la musica di Busoni fu montata da Max Reinhardt a Berlino nel 1911 e per la seconda e ultima volta a Londra nel 1913. Per altre informazioni sulla composizione della musica di scena e della suite, e le produzioni dello spettacolo con la musica di Busoni, vedi l'articolo sulla Turandot Suite.

### Composizione dell'opera
Dopo lo scoppio della prima guerra mondiale, Busoni, come italiano, trovò sempre più difficile rimanere a Berlino e alla fine si trasferì nella neutrale Zurigo dove non dovette schierarsi. Tra la fine del 1915 e l'agosto 1916 era impegnato a scrivere la sua opera in un atto Arlecchino, ma lo Stadttheater di Zurigo non era disposto a montare una produzione senza un brano di accompagnamento. Scrisse rapidamente un libretto in tedesco basato sull'originale di Gozzi e adattò la sua Turandot Suite in una breve opera in due atti con alcuni dialoghi parlati. Busoni scrive ad Egon Petri il 9 novembre 1916:

La domanda importante su quale brano debba essere accoppiato con l'''Arlecchino'' di un'ora per riempire una serata, le mie conseguenti difficoltà e il desiderio di stabilire un tale programma in una forma durevole e valida mi hanno portato alla rapida decisione di formare un'opera in due atti tratta dal materiale e dalla sostanza di ''Turandot''. Da alcune settimane sto lavorando sodo su questo compito delizioso, scrivendo il libretto e la musica per un'opera ''Turandot''. Sto riscrivendo il testo in modo completo e indipendente, avvicinandolo nel tono a una pantomima o ad una rappresentazione teatrale. È un compito più arduo di quanto avessi inizialmente pensato, ma mi viene facilmente. I personaggi del masque comuni a entrambi i pezzi servono a collegarli (perché se no altrimenti sarebbero completamente in contrasto tra loro).

Busoni completò l'opera Turandot in tempi rapidissimi (300 pagine in 100 giorni) alla fine del 1916 e fu rappresentata per la prima volta con Arlecchino come doppio spettacolo, Busoni direttore, a Zurigo nel 1917. Dent menziona quanto Busoni fosse contento del suo lavoro.
Ci sono varie bizzarrie nel libretto di Busoni che richiamano le radici della Commedia dell'arte: personaggi con nomi italiani come Truffaldino e Pantalone; Allah è elogiato in Cina e ci sono riferimenti a Venezia, a San Marco e alle gondole. Il dialogo parlato richiama le opere di Mozart, in particolare Il flauto magico. In confronto all'opera di Puccini con lo stesso soggetto, Busoni conserva l'atmosfera intima e irreale dell'opera di Gozzi. La principessa Turandot di Busoni non è così implacabile; il suo cuore è più pronto a sciogliersi.

### Revisioni del compositore
Riutilizzando parte del materiale che aveva composto per l'opera, Busoni revisionò nuovamente la Turandot Suite orchestrale nel 1917, sostituendo la marcia funebre dell'ultimo movimento con l'Avvertimento di Altoum, BV 248b. Busoni pubblicò anche separatamente Altoums Gebet (Preghiera) dall'Atto 2 (appena scritto per l'opera) come Preghiera di Altoum, BV 277 op. 49 n. 1 per baritono e piccola orchestra.

## Storia delle esecuzioni
La prima rappresentazione della Turandot di Busoni ebbe luogo l'11 maggio 1917 all'Opernhaus Zürich. Il produttore era Hans Rogorsch e il designer Albert Isler. Anche l'opera in un atto di Busoni, Arlecchino, fu eseguita nel programma come parte di un doppio cartellone.
Turandot e Arlecchino furono rappresentate per la prima volta in Germania il 20 ottobre 1918 a Francoforte all'Oper Frankfurt con Gustav Brecher come direttore, e di nuovo a partire dal 26 gennaio 1919 all'opera Colonia, dirette da Otto Klemperer, che era stato recentemente nominato "Primo Direttore ". Le due opere furono rappresentate a Berlino il 19 maggio 1921 alla Staatsoper Unter den Linden sotto la direzione del direttore wagneriano Leo Blech, con notevole successo.
La prima rappresentazione in Italia (senza Arlecchino) fu il 29 novembre 1936 a Roma, diretta da Fernando Previtali nella versione ritmica italiana di Oriana Previtali . Il celebre direttore d'orchestra, che fu un fervido sostenitore di Busoni, continuò a dirigere spettacoli in altre città italiane e diresse la prima dell'opera al Teatro Colón di Buenos Aires nel 1964.
La prima rappresentazione in Inghilterra fu a Londra il 19 agosto 1966, in una traduzione inglese di Lionel Salter. L'esecuzione fu trasmessa su BBC Radio 3. La prima americana fu un'esecuzione in concerto il 10 ottobre 1967 nella Philharmonic Hall di New York, seguita da una versione semi-messa in scena il 28 gennaio 1980 presso la First Presbyterian Church di Berkeley, in California, diretta dal Kent Nagano, 28 anni; una performance completamente messa in scena fu data il 15 novembre 1986 dalla Connecticut Grand Opera a Stamford con Gregory Stapp nel ruolo dell'Imperatore Altoum, Juan Luque Carmona nel ruolo di Calaf e Patricia Craig nel ruolo della protagonista.

## Ruoli
| Ruolo                                                                | Registro vocale | Cast della prima, 11 maggio 1917 (Direttore: Ferruccio Busoni) |
| -------------------------------------------------------------------- | --------------- | -------------------------------------------------------------- |
| Altoum, imperatore                                                   | basso           | Laurenz Saeger-Pieroth                                         |
| Turandot, sua figlia                                                 | soprano         | Inez Encke                                                     |
| Adelma, sua confidente                                               | mezzosoprano    | Marie Smeikal                                                  |
| Kalaf                                                                | tenore          | August Richter                                                 |
| Barak, suo servo                                                     | baritono        | Tristan Rawson                                                 |
| Regina madre di Samarcanda, una Mora                                 | soprano         | Elisabeth Rabbow                                               |
| Truffaldino, capo eunuchi                                            | tenore          | Eugen Nusselt                                                  |
| Pantalone, ministro                                                  | basso           | Heinrich Kuhn                                                  |
| Tartaglia, ministro                                                  | basso           | Wilhelm Bockholt                                               |
| Una cantante                                                         | mezzosoprano    | Marie Smeikal                                                  |
| Il boia                                                              | silenzioso      | Eduard Siding                                                  |
| Otto dottori, coro di schiavi, ballerini, in lutto, eunuchi, soldati |                 |                                                                |

## Strumentazione
3 flauti (3° anche ottavino), 3 oboi (3° Anche corno inglese), 3 clarinetti (3° anche clarinetto basso), 3 fagotti (3° anche controfagotto); 4 corni, 4 trombe, 3 tromboni, 1 tuba; timpani, percussioni (glockenspiel, triangolo, tamburello, tamburo coperto, grancassa, tam-tam); 2 arpe; solisti, coro; archi.

## Trama
Busoni semplificò notevolmente la commedia in 5 atti di Gozzi in un'opera in due atti di due scene ciascuno. Tuttavia la trama di base è la stessa. Turandot, figlia dell'Imperatore, sfida tutti i pretendenti per la sua mano con tre enigmi. Sposerà colui che risponderà correttamente, ma quelli che falliscono verranno giustiziati. Kalaf, un principe in esilio sotto mentite spoglie, raccoglie la sfida.

### Atto 1
Scena 1:
Kalaf si imbatte nell'immagine scartata da un pretendente giustiziato in precedenza e decide di vincere Turandot.
Scena 2:
L'imperatore Altoum si lamenta dell'intransigenza di Turandot. Kalaf dice che preferirebbe morire piuttosto che non riuscire a vincere Turandot. Turandot entra con la sua cameriera Adelma che riconosce il principe, ma rimane in silenzio. Kalaf risponde correttamente ai tre enigmi e sfida Turandot a scoprire il suo nome e i suoi genitori; se lei lo fa, se ne andrà.

### Atto 2
Scena 1:
Le schiave ballano su una versione corale senza parole di Greensleeves. Turandot confessa i suoi sentimenti contrastanti per il principe. Adelma dice di conoscere il nome del principe e lo dirà a Turandot se potrà avere la sua libertà; Turandot è d'accordo.
Scena 2:
Turandot annuncia il nome di Kalaf tra la costernazione generale ed egli si prepara a partire. Ma Turandot lo ferma, dicendo che ha risvegliato il suo cuore. Il lavoro si chiude con un ensemble finale "Was ist das alle Menschen bindet?" ("Cos'è che governa tutti gli uomini?") A cui la risposta è "Die Liebe" ("Amore").

## Incisioni

### Busoni:Arlecchino&Turandot
- Coro e orchestra dell'Opéra de Lyon[19][20]
- Direttore: Kent Nagano
- Cantanti principali: Mechthild Gessendorf (Turandot); Stefan Dahlberg (Kalaf); Franz-Josef Selig (Altoum); Gabriele Sima (Adelma); Falk Struckman (Barak); Anne-Marie Rodde (Queen Mother); Markus Schäfer (Truffaldino); Michael Kraus (Pantalone); Wolfgang Holzmair (Tartaglia)
- Etichetta: Virgin Classics VCD7 59313-2  (2 CD)

### Busoni:Turandot
- Berlin Radio Symphony Orchestra[21]
- Direttore: Gerd Albrecht
- Cantanti principali: René Pape (Altoum); Linda Plech (Turandot); Gabriele Schreckenbach (Adelma); Josef Protschka (Kalaf); Friedrich Molsberger (Barak); Celina Lindsley (Queen Mother); Robert Wörle (Truffaldino); Johannes Werner Prein (Pantalone); Gotthold Schwarz (Tartaglia)
- Etichetta: Capriccio 60 039-1  (1 CD)

## Altre versioni della fiaba Turandot
Puccini aveva sentito parlare della produzione di Max Reinhardt del 1911 dell'opera di Gozzi con la musica di scena di Busoni e questo potrebbe aver avuto un ruolo nella sua decisione di scrivere la sua versione. Andrea Maffei (che aveva anche scritto il libretto de I Masnadieri di Verdi) aveva tradotto in italiano la versione dell'amico Schiller dell'opera di Gozzi. I librettisti della Turandot di Puccini, Adami e Simoni, hanno utilizzato la traduzione di Maffei, ma si sono rivolti anche all'originale di Gozzi. Hanno fatto inoltre riferimento al libretto di Gazzoletti per un'opera poco conosciuta Turanda di Antonio Bazzini, che era stato uno degli insegnanti di Puccini al Conservatorio di Milano. Di conseguenza, il libretto per l'opera di Puccini differisce notevolmente dal dramma di Gozzi. Ashbrook e Powers notano che diversi abili cambiamenti nell'"epilogo" della trama (atto 2 di Busoni) hanno permesso a Busoni di evitare le trappole che hanno afflitto il tentativo di Puccini di impostare l'Atto 3 della sua versione della storia.
Anche Bertolt Brecht ha preparò una versione della storia (1953–54).

## Elenco dettagliato delle esecuzioni
Le informazioni in questo elenco provengono da Roberge, se non diversamente specificato.
- 11 maggio 1917; Zurigo; Stadttheater; Ferruccio Busoni, direttore; Inez Encke, Turandot; August Richter, Kalaf; Laurenz Saeger-Pieroth, Altoum; premiere; in cartellone assieme ad Arlecchino; see Storia delle esecuzioni above for more detail.
- 20 ottobre 1918; Francoforte sul Meno; Frankfurter Opernhaus;  Gustav Brecher, direttore; Else Gentner-Fischer, Turandot; Erik Wirl, Kalaf; Hans Erl, Altoum; prima esecuzione in Germany; in cartellone assieme ad Arlecchino.
- 26 gennaio 1919; Colonia; Otto Klemperer, direttore; in cartellone assieme ad Arlecchino.[11]
- 1920; Saarbrücken; in cartellone assieme ad Arlecchino; senza ulteriori dettagli.
- 19 maggio 1921; Berlino; Berlin State Opera; Leo Blech, direttore; Lola Artôt de Padilla, Turandot; in cartellone assieme ad Arlecchino.[12]
- 8 gennaio 1922; Berlin; in cartellone assieme ad Arlecchino; senza ulteriori dettagli.
- 1925; Magonza; senza ulteriori dettagli.
- 1926; Lipsia; Leipzig Oper; Gustav Brecher, direttore; in cartellone assieme ad Arlecchino, direttore Oskar Braun.
- 1928; Wiesbaden; senza ulteriori dettagli.
- 1930; Königsberg; Ludwig, direttore; senza ulteriori dettagli.
- 4 ottobre 1930; Mannheim; Nationaltheater Mannheim; Ernst Cremer, direttore; Else Schulz, Turandot; Helmut Neugebauer, Kalaf; Wilhelm Fenton, Altoum.
- 29 novembre 1936; Roma; Auditorium EIAR; Fernando Previtali, direttore; Gabriella Gatti, Turandot; Piero Pauli, Kalaf; Gregorio Pasetti, Altoum; versione da concerto; prima esecuzione in Italia.
- 18 maggio 1940; Firenze; Teatro della Pergola; Fernando Previtali, direttore; Maria Carbone, Turandot; Alessandro Ziliani, Kalaf; Alfredo Coletta, Altoum.
- 7 marzo 1942; Roma; Teatro Reale del Opera; Fernando Previtali, direttore; Maria Carbone, Turandot; Aurelio Marcato, Kalaf; Giulio Neri, Altoum.
- 12 gennaio 1947; Londra (broadcast?); Nordwestdeutscher Rundfunk; Philip Jarnach, direttore; Klara Ebers, Turandot; Wilhelm Lückert, Kalaf; Theo Herman, Altoum; prima esecuzione in Germania dopo la guerra.
- 28 ottobre 1947; Amburgo; Hamburgische Staatsoper; Arthur Grüber, direttore; Helene Werth, Turandot; Helmut Melchert, Kalaf; Sigmund Roth, Altoum.
- 21 gennaio 1953; Roma; Auditorium RAI, ; Fernando Previtali, direttore; Magda Laszló, Turandot; Amadeo Berdini, Kalaf; Antonio Cassinelli, Altoum; prima esecuzione in Italia dopo la guerra.
- 5 dicembre 1953; Napoli; Teatro San Carlo; Gianandrea Gavazzeni, direttore; Anna de Cavalieri, Turandot; Giuseppe Campora, Kalaf; Raffaele Ariè, Altoum.
- 1958; Landestheater Darmstadt; Hans Zanotelli, direttore; Ursula Lippman, Turandot; in cartellone assieme ad Arlecchino.
- 10 dicembre 1959; Amburgo; Norddeutscher Rundfunk; Wolfgang Ebert, direttore; Edith Lang, Turandot; Heinz Hoppe, Kalaf; Ernst Wiemann, Altoum.
- 6 maggio 1961; Genova; Teatro Carlo Felice; Franco Capuana, direttore; Anna De Cavalieri, Turandot; Renato Cioni, Kalaf; Paolo Montarsolo, Altoum.
- 17 febbraio 1962; Milano; Teatro alla Scala; Nino Sanzogno, direttore; Raina Kabaivanska, Turandot; Renato Cioni, Kalaf; Nicola Zaccaria, Altoum; traduzione italiana di Oriana Previtali.
- 14 agosto 1964; Buenos Aires; Teatro Colón; Fernando Previtali, direttore; Margherita Roberti, Turandot; Carlo Cossutta, Kalaf; Jorge Algorta, Altoum; prima esecuzione fuori dell'Europa.
- 1965; Berlino?
- 1966; Zweites Deutsches Fernsehen?
- 1966; Amburgo; in cartellone assieme ad Arlecchino.
- 1 febbraio 1966; Berlino; Deutsche Oper Berlin; Giuseppe Patané, direttore; Annabelle Bernard, Turandot; Ernst Haefliger, Kalaf; Ivan Sardi, Altoum.
- 19 aprile 1966; Londra; BBC.
- 19 agosto 1966; Londra; BBC Third Programme (Esecuzione radiofonica); Lawrence Leonard, direttore; Pauline Tinsley, Turandot; John Mitchinson, Kalaf; prima esecuzione in Inghilterra.
- 19 gennaio 1967; Torino; Auditorium RAI; Mario Rossi, direttore; Floriana Cavalli, Turandot; Herbert Handt, Kalaf; Ferruccio Mazzoli, Altoum.
- 10 ottobre 1967; New York; Philharmonic Hall; Little Orchestra Society; Thomas Scherman, direttore; Hanne-Lore Kuhse, Turandot; William Brown, Kalaf; Guus Hoekman, Altoum; versione da concerto; prima esecuzione negli Stati Uniti.
- 13 novembre 1967; Colonia; Westdeutscher Rundfunk; Mario Rossi, direttore; Charlotte Berthold, Turandot; Eberhardt katz, kalaf; Eduard Wollitz, Altoum.
- 8 marzo 1969; Stoccolma; prima esecuzione in Svezia.
- 27 marzo 1973; Venezia; Teatro La Fenice; Ettore Gracis, direttore; Virginia Zeani, Turandot; Angelo Mori, Kalaf; Mario Rinaudo/Lorenzo Gaetani, Altoum.
- 1978 (before maggio); Londra; Abbey Opera; Cockpit Theatre.
- 28 gennaio 1980;

Berkeley; First Presbyterian Church; Berkeley Promenade Orchestra; Kent Nagano, direttore; Betsy Bell Taylor, Turandot; Jeffrey Carney, Kalaf; William De Valentine, Altoum; versione semi teatrale; traduzione dei dialoghi di Ross Halper.
- 24 aprile 1980; Treviri; Theater der Stadt; Rainer Baum, direttore; Hara Savino, Turandot; Antonis J. Constantino, Kalaf; Nick Herbosch, Altoum; in cartellone assieme ad Arlecchino.
- 7 novembre 1985; Fracoforte sul Meno; Hessischer Rundfunk (Rundfunk-Konzerte in der alten Oper); Sabine Hass, Turandot; Josef Protschka, Kalaf; Harald Stamm, Altoum; versione da concerto.
- 15 novembre 1986; Connecticut Grand Opera and Stamford State Opera; Laurence Gilgore, direttore; Patricia Craig, Turandot; Juan Luque Carmona, Kalaf; Gregory Strapp, Altoum; ripetuta il 22 novembre 1986 a Bridgeport.
- 23 ottobre 1988; Wexford; Wexford Festival; Simon Joly, direttore; Kristine Ciesinski, Turandot; Milan Voldrich, Kalaf; Norman Bailey, Altoum; prima esecuzione in Irlanda.
- 11 novembre 1988; Oberhausen; Theater Oberhausen; Thomas Modos, direttore; Martha Winkelmann, Turandot; Max Voigt, Kalaf; Gottfried Driesch, Altoum.
- 6 febbraio 2010; Siviglia; Teatro de la Maestranza; Pedro Halffter, direttore; versione da concerto[24]
- 9 marzo 2011; Digione; Opéra de Dijon; Daniel Kawka, direttore;[25]
- 27 luglio 2012; Lisbona; St. Charles' Theatre; Moritz Gnann, direttore; Sónia Alcobaça, Turandot; Mário João Alves, Kalaf; Nuno Dias, Altoum; versione da concerto.[26]

- 16 agosto 2016;  Festival Puccini di Torre del Lago; Cristina Martufi, Turandot; Michael Alfonsi, Kalaf; Davide Mura, Altoum; Raffaele Raffio, Barak; Beatrice Venezi, direttore.

- 5 luglio 2024; Empoli; Silvia Pantani, Turandot; Michael Alfonsi, Calaf; Miriam Nemkova, direttore